# Louis Guillaume Geldricus Ernest de Bentheim et Steinfurt
Louis Guillaume Geldricus Ernest de Bentheim et Steinfurt (1er octobre 1756 à Steinfurt Château – 20 août 1817) est un membre de la Maison de Bentheim-Steinfurt (de). Il est un comte impérial et est élevé prince en 1817.

## Biographie
Il est le deuxième fils du comte Charles Paul Ernest de Bentheim-Steinfurt et sa femme, Sophie-Charlotte, la fille aînée de Frédéric-Guillaume II de Nassau-Siegen. Comme son frère Charles (13 février 1753 - 5 septembre 1772) est mort avant leur père, Louis devient en 1780, comte de Steinfurt.
Le 17 juillet 1776, il épouse Julienne-Wilhelmine de Schleswig-Holstein-Sonderbourg-Glücksbourg (30 avril 1754 - 14 septembre 1823), avec qui il a huit enfants:
- Henriette Sophie (10 juin 1777 - 8 décembre 1851), mariée en 1802 avec Charles, 2e prince de Solms-Hohensolms-Lich (1762-1807)
- Christian (1778-1789)
- Alexis (20 octobre 1781 - 3 novembre 1866), successeur du prince de Bentheim et Steinfurt
- Guillaume (17 avril 1782 - 12 octobre 1839)
- Louis (22 novembre 1787 - 4 février 1876)
- Charlotte (5 mai 1789 - 6 janvier 1874)
- Eugène (28 mars 1791 - 4 décembre 1871)
- Sophie (16 janvier 1794 - 6 mai 1873), mariée le 10 septembre 1823 à Charles de Hesse-Philippsthal-Barchfeld (27 juin 1784 - 17 juillet 1854)